# Kloster Sagittario
Kloster Sagittario (S. Maria del Sagittario) ist eine ehemalige Zisterziensermönchsabtei in der Basilikata, Italien. Es liegt im Norden der Gemeinde San Severino Lucano auf dem Feld von Chiaromonte im Nationalpark Pollino in der Provinz Potenza, oberhalb des Bachs Frido.

## Geschichte
Um die Gründung des Klosters rankt sich die Legende der Auffindung einer Madonnenstatue durch einen Jäger. Nach anderen Berichten soll die Gründung als Benediktinerkloster in der Mitte des 11. Jahrhunderts erfolgt sein. Die Benediktiner müssen das Kloster bis zum Ende des 11. Jahrhunderts verlassen haben. 1202 zog ein Zisterzienserkonvent aus Kloster Casamari aus der Filiation der Primarabtei Clairvaux ein. Erster Abt war der selige Palombo, sein Nachfolger Guglielmo. 1633 trat die in Kommende gefallene Abtei der kalabro-lukanischen Kongregation des Zisterzienserordens bei. 1803 wurde sie aufgelöst.

## Anlage und Bauten
Die Anlage ist nach 1803 verfallen. Neben den Ruinen des Klosters aus dem 13. Jahrhundert wurde eine Kapelle errichtet.